# Kochtan-Taou
Le Kochtan-Taou (en anglais : Koshtan Tau, en russe : Коштан-тау, en karatchaï balkar : Къоштан тау, ce qui signifie « montagne réunie ») est un sommet du Grand Caucase situé en Kabardino-Balkarie (Russie). C'est le quatrième plus haut sommet du Caucase (et donc d'Europe si l'on compte le Caucase dans ce continent).
Lors d'une tentative en 1888, les Britanniques William F. Donkin et Harry Fox avec les guides suisses Kaspar Streich et Johann Fischer disparurent sans laisser de traces. Le sommet fut gravi pour la première fois, l'année d'après, le 9 août 1889 par Herman Woolley avec le guide suisse Christian Jossi, par l'arête sud.
La voie normale actuelle est celle de l'arête nord, gravie pour la première fois par Willi Merkl, Fritz Bechtold et Walter Raech en 1929.
Le Kochtan-Taou se trouve dans la réserve naturelle de haute montagne de Kabardino-Balkarie.